# 1535
Năm 1535 (số La Mã: MDXXXV) là một năm thường bắt đầu vào thứ Sáu (liên kết sẽ hiển thị đầy đủ lịch) trong lịch Julius.